# Неохори (Иматија)
Неохори (грч. Νεοχώρι) је насељено место у општини Александрија у периферији Средишња Македонија, Грчка. Према попису из 2021. године било је 529 становника.
Према бугарском географу и историчару, Василу Канчову, у Неохорију је 1900. године живело 350 Грка.